# Internetes Szinkron Adatbázis
Az Internetes Szinkron Adatbázis (rövidítve: ISzDb) egy magyar internetes adatbázis, melynek célja, hogy a magyar szinkronban dolgozók munkásságát bemutassa.
Az oldalon 24 844 film adatlapja, hangsávja szerepel, valamint 123 477, szinkronizálással foglalkozó személy adatlapja található (2019. júliusi adat). A darabszámok folyamatosan növekszenek.

## Szakmai tartalom
Az ISzDb mögött az Egyesület a Magyar Szinkronért nevű, a szakmától független, a magyar szinkront kedvelő embereket tömörítő szervezet áll, amelynek céljai közé tartozik, hogy népszerűsítse a magyar nyelvű szinkront, bemutassa és támogassa a szakmában dolgozókat, és javítson a mai szinkron helyzetén.